# 1926-os vívó-világbajnokság
Az 1926-os vívó-világbajnokság – eredetileg Európa-bajnokságként – az ötödik világbajnokság volt a vívás történetében. Három versenyszámban avattak világbajnokot, a párbajtőrvívást Oostendében, Belgiumban, a tőrvívást és a kardvívást Budapesten, Magyarországon rendezték meg.
A Nemzetközi Vívószövetség (FIE) 1937-ben ismerte el világbajnokságokként az Európában 1921-től 1936-ig évente megrendezett nemzetközi vívóbajnokságokat, így lett utólag ez a verseny az ötödik világbajnokság.

## Éremtáblázat
*   Rendező nemzet
  *   Magyarország
| Helyezés | Nemzet        | Arany | Ezüst | Bronz | Összesen |
| -------- | ------------- | ----- | ----- | ----- | -------- |
| 1.       | Magyarország  | 1     | 2     | 0     | 3        |
| 2.       | Olaszország   | 1     | 0     | 2     | 3        |
| 3.       | Franciaország | 1     | 0     | 0     | 1        |
| 4.       | Belgium       | 0     | 1     | 1     | 2        |
| Összesen | Összesen      | 3     | 3     | 3     | 9        |

## Eredmények

### Férfi
| Versenyszám      | Arany                              | Ezüst                            | Bronz                      |
| ---------------- | ---------------------------------- | -------------------------------- | -------------------------- |
| Párbajtőr egyéni | Georges Tainturier · Franciaország | Fernand de Montigny · Belgium    | Léon Tom · Belgium         |
| Tőr egyéni       | Giorgio Chiavacci · Olaszország    | Berty László · Magyarország      | Ugo Pignotti · Olaszország |
| Kard egyéni      | Gombos Sándor · Magyarország       | Petschauer Attila · Magyarország | Bino Bini · Olaszország    |